# سنگ‌ها (فیلم ۲۰۰۲)
سنگ‌ها (به اسپانیایی: Piedras) فیلمی اسپانیایی است. از بازیگران آن می‌توان به آنتونیا سن خوان اشاره کرد. موضوع فیلم پیرامون زندگی پنج زن در مادرید است.